# アンバランス (大黒摩季の曲)
『アンバランス』は、大黒摩季の15枚目のシングル。CDコードはJBDJ-1022。テレビ朝日系『XファイルII』のテーマソング。

## 概要
当時大ブームとなっていた『Xファイル』のテレビ朝日版の2ndシーズンの主題歌として起用され、イントロがミステリアスな雰囲気を持ったアレンジになるなど、『Xファイル』の世界観を意識したものであった。
前作『Xファイル』主題歌だった、B'z「LOVE PHANTOM」に続き、連続でビーイング所属アーティストが主題歌を担当する事になった。
ビーイング所属のアーティストのビデオクリップは、フルコーラスで製作される事は当時は稀であったが、「アンバランス」はフルクリップで製作され、大黒本人の動きにデジタル・ビデオ・エフェクターというCG技術が使用され、ギターを演奏する葉山たけしと交互に現れる合成などがされていた。
30万枚以上の売り上げを記録し、ヒットした。

## 収録曲
1. アンバランス (作詞・作曲 大黒摩季／編曲 葉山たけし)
2. After Blue (作詞・作曲 大黒摩季／編曲 葉山たけし)
3. アンバランス(オリジナル・カラオケ)
4. After Blue(オリジナル・カラオケ)

## 収録アルバム
- POWER OF DREAMS
- MAKI OHGURO BEST OF BEST〜All Singles Collection〜
- Greatest Hits 1991-2016 〜All Singles +〜（両曲、#2は【BIG盤】のみ）